# Pleasant Ridge Plantation
Pleasant Ridge Plantation ist eine Plantation im Somerset County des Bundesstaates Maine in den Vereinigten Staaten. Im Jahr 2020 lebten dort 85 Einwohner in 87 Haushalten auf einer Fläche von 62,4 km².

## Geographie
Nach dem United States Census Bureau hat Pleasant Ridge Plantation eine Gesamtfläche von 62,4 km², von der 57,1 km² Land sind und 5,3 km² aus Gewässern bestehen.

### Geographische Lage
Pleasant Ridge Plantation liegt im Westen des Somerset Countys. Der Kennebec River, der an dieser Stelle den Wyman Lake bildet, stellt die östliche Grenze des Gebietes der Plantation dar. Es gibt mehrere kleinere Seen auf dem Gebiet der Plantation. Der größte ist der zentral gelegene Rowe Pond. Die Oberfläche ist leicht hügelig, mit 680 m Höhe ist der Burnt Hill die höchste Erhebung.

### Nachbargemeinden
Alle Entfernungen sind als Luftlinien zwischen den offiziellen Koordinaten der Orte aus der Volkszählung 2010 angegeben.
- Norden: Northwest Somerset, Unorganized Territory, 43,3 km
- Nordosten: Caratunk, 14,2 km
- Osten: Moscow, 8,8 km
- Südosten: Bingham, 14,0 km
- Süden: Central Somerset, Unorganized Territory, 9,8 km
- Westen: Highland Plantation, 10,2 km

### Stadtgliederung
In Pleasant Ridge Plantation gibt es mit Pleasant Ridge und Rowe Pond zwei Siedlungsgebiete.

### Klima
Die mittlere Durchschnittstemperatur in Pleasant Ridge Plantation liegt zwischen −12,2 °C (10 °F) im Januar und 20,0 °C (68 °F) im Juli. Damit ist der Ort gegenüber dem langjährigen Mittel der USA um etwa 9 Grad kühler. Die Schneefälle zwischen Oktober und Mai liegen mit bis zu zweieinhalb Metern mehr als doppelt so hoch wie die mittlere Schneehöhe in den USA; die tägliche Sonnenscheindauer liegt am unteren Rand des Wertespektrums der USA.

## Geschichte
Vermessen wurde das Gebiet als Township No. 1, Second Range Bingham's Kennebec Purchase, West of Kennebec River (T1 R2 BKP WKR). Erste Siedler erreichten das Gebiet im Jahr 1786. Als Plantation No. 1, Second Range BKP WKR wurde das Gebiet am 17. Oktober 1840 organisiert und als Pleasant Ridge Plantation im Jahr 1875. Die Organisation wurde in den Jahren 1878 und 1895 bestätigt.

### Einwohnerentwicklung
| Volkszählungsergebnisse – Pleasant Ridge Plantation, Maine | Volkszählungsergebnisse – Pleasant Ridge Plantation, Maine | Volkszählungsergebnisse – Pleasant Ridge Plantation, Maine | Volkszählungsergebnisse – Pleasant Ridge Plantation, Maine | Volkszählungsergebnisse – Pleasant Ridge Plantation, Maine | Volkszählungsergebnisse – Pleasant Ridge Plantation, Maine | Volkszählungsergebnisse – Pleasant Ridge Plantation, Maine | Volkszählungsergebnisse – Pleasant Ridge Plantation, Maine | Volkszählungsergebnisse – Pleasant Ridge Plantation, Maine | Volkszählungsergebnisse – Pleasant Ridge Plantation, Maine | Volkszählungsergebnisse – Pleasant Ridge Plantation, Maine |
| Jahr                                                       | 1800                                                       | 1810                                                       | 1820                                                       | 1830                                                       | 1840                                                       | 1850                                                       | 1860                                                       | 1870                                                       | 1880                                                       | 1890                                                       |
| ---------------------------------------------------------- | ---------------------------------------------------------- | ---------------------------------------------------------- | ---------------------------------------------------------- | ---------------------------------------------------------- | ---------------------------------------------------------- | ---------------------------------------------------------- | ---------------------------------------------------------- | ---------------------------------------------------------- | ---------------------------------------------------------- | ---------------------------------------------------------- |
| Einwohner                                                  |                                                            |                                                            |                                                            |                                                            |                                                            | 143                                                        | 159                                                        | 135                                                        | 128                                                        | 108                                                        |
| Jahr                                                       | 1900                                                       | 1910                                                       | 1920                                                       | 1930                                                       | 1940                                                       | 1950                                                       | 1960                                                       | 1970                                                       | 1980                                                       | 1990                                                       |
| Einwohner                                                  | 114                                                        | 92                                                         | 90                                                         | 104                                                        | 92                                                         | 80                                                         | 108                                                        | 116                                                        | 99                                                         | 91                                                         |
| Jahr                                                       | 2000                                                       | 2010                                                       | 2020                                                       | 2030                                                       | 2040                                                       | 2050                                                       | 2060                                                       | 2070                                                       | 2080                                                       | 2090                                                       |
| Einwohner                                                  | 83                                                         | 93                                                         | 85                                                         |                                                            |                                                            |                                                            |                                                            |                                                            |                                                            |                                                            |

## Wirtschaft und Infrastruktur

### Verkehr
Pleasant Ridge Plantation wird nicht durch Straßen des Bundesstaates erreicht. Es gibt nur kommunale Wege.

### Öffentliche Einrichtungen
Es gibt keine medizinische Einrichtung in Pleasant Ridge Plantation. Nächstgelegene befinden sich in Skowhegan, Madison und Hartland.
In Bingham befindet sich die Bingham Union Library in der Main Street.

### Bildung
Für die Schulbildung in Pleasant Ridge Plantation ist das Pleasant Ridge Plantation School Department zuständig.